# Цензура у Руском царству
У Руском царству, владине агенције су вршиле различите нивое контроле над садржајем и дистрибуцијом књига, периодичних публикација, музике, позоришних продукција, уметничких дела и филмова. Агенција задужена за цензуру у Руској империји се временом мењала. Почетком осамнаестог века, руски цар је имао директну контролу, али до краја осамнаестог века цензура је делегирана на Синод, Сенат и Академију наука. Почевши од деветнаестог века, потпао је под надлежност Министарства просвете и коначно Министарства унутрашњих послова.
Историја цензуре у Русији почела је много пре настанка империје. Прва књига која садржи индекс забрањених дела датира из 1073. године у Кијевској Русији. Неколико векова то су били само преводи цензурних листа са других језика; први аутентични староруски цензурни индекс настао је тек у четрнаестом веку. Број индекса (као и илегалних публикација) стално се повећавао све до почетка шеснаестог века. Цензура је први пут стекла неку врсту званичног статуса у периоду царства (1547–1721): била је кодирана законом у Стоглаву и била је усмерена против јереси, раскола и других наводних одступања од верских догми и светих текстова.
Значајне промене у политици цензуре догодиле су се током царског периода. Реформе Петра И означиле су почетак раздвајања између црквене и световне цензуре. До већег разграничења надлежности цензурних организација дошло је у време царице Јелисавете. Период Елизабетине владавине је такође значајан по појави првих приватних часописа, који су умногоме подстакли развој новинарства у Руском царству. Један од најважнијих догађаја у историји руске цензуре догодио се током реформи Катарине II: успостављање института за цензуру и стварање позиције професионалног цензора. Павле И, Катаринин син, наставио је посао свог претходника, проширивши области које су биле под контролом државе. Александар I је, међутим, преокренуо неке од ових политика и ослабио цензуру. У другој половини деветнаестог века, под Александром III, слобода штампе је поново била значајно ограничена.
Многи класици руске књижевности били су погођени цензуром, а цензор је редовно представљан као гротескна фигура и постао мета сатире. Империјалну цензуру пратила је совјетска цензура, која је усвојила многе карактеристике царистичке цензуре и наставила се до 1990. године.

## Историјска позадина
Цензура у Русији датира много пре кодификоване правне цензуре Руске империје. Први познати списак забрањених књига налази се у Изборнику из 1073. године, када је већим делом данашње европске Русије, Украјине и Белорусије управљала држава позната као Рус, са центром у Кијеву. Изборник, који је садржао и велики избор византијских библијских, теолошких и хомилетских списа, преписан је са бугарског оригинала који је вероватно настао на иницијативу бугарског цара Симеона I. Већина историчара се слаже да је руска верзија направљена по наређењу великог кнеза Изјаслава Јарославича, иако је касније поново приписана кнезу Свјатославу Јарославичу. Списак забрањених књига у Изборнику није нужно указивао на то да су забрањене књиге раније биле доступне: Н. А. Кобјак напомиње да је од двадесет три наведена апокрифна списа само девет било доступно у старословенским и староисточнословенским преводима или адаптацијама.
Друго преведено дело које садржи индекс забрањених књига био је Тактикон монаха Никона Черногореца. Историчар Д. Буланин М. примећује да је ово дело било толико популарно у Русији да „ретко која књига или оригинална средњовековна композиција није садржала одломке из Пандекта или Тактикона“. Никонови чланци су рано укључени у словенске правне законике. Посебно су постали популарни крајем XV и почетком XVI века: тадашњи писци (Јозиф Волоцки, Васијан Патрикејев, Максим Грк, Зиновије Отенски, итд.) стално се позивају на Никона и укључују одломке из његових дела.
Сматра се да је прва старословенска листа забрањених књига индекс укључен у Погодински номоканон, датирано у четрнаести век. Ово је била прва листа на којој су се нашли дела словенског аутора, бугарског свештеника Јеремије, укључујући његову Причу о црвеном дрвету и нека друга дела. Индекс је такође забрањивао верске текстове који су касније били популарни међу такозваним јудаистима: Шестокрил, Логика и Космографија. Све до раног шеснаестог века број индекса забрањених књига се стално повећавао, али нису били у стању да обуздају масовни прилив књижевности из Византије и јужнословенских земаља. Кобјак тврди да је проширење спискова књига одражавало иста осећања која се налазе у учењу Јосифа Волоцког против „нездравих прича“ и Нила Сорски против „безбожних“ списа. Али овакве листе нису у потпуности постигле своје циљеве.

### Руско царство
Према Г. В. Жиркову, „званична“ цензура издавача књига почела је у Руском царству средином шеснаестог века, када је сазван Стоглави сабор да ојача позицију цркве против јеретичких покрета. Збирка одлука које је донео сабор, назван Стоглав, састојао се углавном од питања цара и детаљних одговора црквених званичника. Одељак под насловом „О писарима“ дао је црквеним властима право да конфискују неисправљене рукописе. Тако је успостављен систем претходне цензуре свих публикација пре продаје. Између осталих промена, савет је предложио ретроактивну ревизију књига које су већ у оптицају.
Усвојен 1551. године, Стоглав је био први званични цензурни документ у Русији. Била је то реакција на развој писмености и појаву све већег броја књижевних дела, чији садржај није увек одговарао црквеној и државној доктрини. У периоду од 1551. до 1560. године објављено је најмање дванаест докумената и аката којима се утврђују нове мере и прописи у складу са Стоглавом. Црква се у свом новом цензурном капацитету фокусирала углавном на борбу против одступања од црквених доктрина и светих текстова, јереси и раскола. Већина „отпадника“ побегла је у иностранство, посебно у Литванију. Пионирски штампари Иван Фјодоров и Пјотр Мстиславец такође су побегли у Литванију, плашећи се прогона од стране црквеног врха којим су доминирали јозефити. Са проналаском штампарије, свештеници-писци који су раније доминирали индустријом књига доживели су пад својих прихода и избили су протести, а као резултат тога, Фјодоров и Мстиславец су оптужени за јерес. После пожара у њиховој штампарији 1566. године, издавачи су коначно одлучили да напусте Москву. Фјодоров је касније прокоментарисао: „Завист и мржња су нас отерале из наше земље, отаџбине и сродника у друге земље, до сада непознате.
У седамнаести веку су више пута забривањане књиге које су настале на територији модерне Украјине и Белорусије . На пример, 1626. године у Москви је објављен Катихизис Лаврентија Зизанија по препоруци кијевског митрополита Јова Борецког. Многи руски клирици су веровали да Катихизис садржи јеретичке изјаве и Зизаније је у фебруару 1627. јавно расправљао о томе са уредницима у Московском штампаном дворишту. После расправе, примерци катихизиса су уништени. Године 1628. забрањен је увоз свих књига из „литванске штампе“, а такве књиге које су већ постојале у руским црквама су повучене. Патријарх Никон, који је покренуо значајне реформе у руској цркви, председавао је масовном конфискацијом књига објављених за време његових претходника, као и књига које су написали староверци, који су се након његових реформи одвојили од главне цркве. Цензура се проширила и на иконе: октобра 1667. године донета је уредба којом се забрањује аматерско сликање икона и забрањује куповина таквих икона у продавницама и на пијацама. 
Лубки —популарни украсни отисци — такође су били подвргнути цензури због својих цртежа верских тема, што је изазвало негодовање међу свештенством. Патријарх Јоаким је строго забранио њихово ширење (после 1674), а заплењени лубки су спаљени. Године 1679. цар Феодор III наредио је оснивање дворске штампарије, која је била намењена за објављивање дела Симеона Полоцког, који је подучавао цара и његову браћу. Штампари је дозвољено да заобиђе црквену цензуру како би издржавала краљевског миљеника. Међутим, 1683. године патријарх Јоаким је успео да затвори неконтролисану штампарију, а после пада намеснице Софије Алексејевне, штампар Силвестар Медведев је убијен. Још пре погубљења, његова дела је Сабор 1690. године у Москви забранио и спалио. Још један чин цензурне казне догодио се октобра 1689. у Москви, када су немачки мистик Квирин Кулман и његов наследник Конрад Нордерман, који су живи спаљени и чији су списи означени као јеретички и конфисковани.

## Реформе Петра I
Историја цензуре је добила нови заокрет као одговор на развој секуларног издаваштва. Године 1700. Петар Велики је свом пријатељу, амстердамском трговцу Јану Тесингу  дао монопол над штампањем књига за Русију на петнаест година — књиге су штампане у Амстердаму, а затим увезене и продате у Русији. У исто време, петрова влада је одредила казне за трговину штампаним материјалима других страних штампара и увела захтев да књиге морају бити објављене „у славу великог владара“ и да не садрже никакво „унижавање нашег царског величанства“. [...] и наша држава“. Године 1701. Тесинг је умро и његов мајстор штампар је преместио операцију у Русију.
Једини цензор у то време био је сам цар, а цела штампарска индустрија била је у рукама државе. Као део Петрових црквених реформи, увео је законодавне промене које су ограничиле моћ цркве у области цензуре књига. Ово је укључивало одредбу која је забрањивала монасима да поседују личне инструменте за писање: Петар је 1701. године донео декрет да „Монаси у келијама немају право да пишу никакве списе; у ћелијама не би требало да буде мастила или папира, али ће у трпезарији бити одређено место за писање, уз дозволу старешине манастира“.
У року од четири године отворене су прве грађанске (за разлику од црквених) штампарије у Санкт Петербургу и Москви. Године 1718. цар је наредио Феофану Прокоповичу да изради план за трансформацију црквене управе по узору на грађанске школе. Две године касније, Петру је представљен текст прописа. Цар је унео неке измене и, након расправе, Сенат га је једногласно усвојио без амандмана. Године 1721. организовано је посебно цензурно тело које је контролисала црква: Црквени колегијум, који је на првом састанку преименован у Свети синод. У Колегијуму су била три епископа и седам чланова лаика. Црквени прописи који су регулисали Колегијум описали су организацију као „под [контролом] сувереног монарха и коју је успоставио монарх“.
Исте године Петар је створио ново цензурно тело, Изуграфску палату, као противмеру против оних који су трговали „страницама са разним сликама без дозволе и без надзора“ на Спаситељевом мосту у Москви. Забрањено је штампање гравираних лубки и парсуна (портрета) „под казном строгог одговора и немилосрдним казнама“. До 1723. ова забрана се проширила и на "неприкладне" краљевске портрете. Упоредо са овим, покушано је да се спроведе слична обавезна цензура књига, али само нових публикација, а не канонских црквених списа.
Осим тога, Петар је окончао монопол Цркве у штампарству. Године 1708. почео је да предузима кораке за увођење грађанског писма, за шта је припремио прве нацрте. Такође је позвао стране гравере у Русију како би осигурали квалитет илустрација у објављеним књигама. Изграђене су папирнице и нове штампарије.
За време Петрове владавине појавиле су се прве штампане новине у Русији — Ведомости (1702–1728) — а са њима и прва цензура периодике. Петар је лично надгледао његово објављивање и многа издања су угледала светлост тек уз одобрење цара.  Упркос чињеници да је цензура добила „секуларни“ карактер, црква је остала ауторитет који је ограничавао ширење „непримерне литературе“; тако је 1743. Свети синод Руске православне цркве забранио увоз књига штампаних на руском језику, као и превод страних књига. Под црквени надзор су потпале и „слободне штампе“ у Кијеву и Чернигову, које су се углавном бавиле теолошком литературом.

## Елизабетине реформе
Коначно раздвајање верске и световне цензуре донела је царица Јелисавета, која је наредила да се „све штампане књиге у Русији које се односе на Цркву и учење Цркве издају уз одобрење Светог Синода, а грађанске књиге и друге врсте књига које се не односе на цркву, уз одобрење Правитељствујушчег Сената“. Ипак, према Жиркову, Елизабетина цензура је била донекле поремећена; Значајан аспект Елизабетине владавине били су њени покушаји да уништи све трагове претходне кратке владавине збачене претходнице, Ане Леополдовне. Тако је Елизабета указом од 27. октобра 1742. године наредила преглед свих књига објављених у периоду од 17. октобра 1740. до 25. новембра 1741. године.
Синод је 18. септембра 1748. године решио да „где год се код некога нађу штампане црквене књиге са једним од поменутих наслова, да се ове сакупе... и, извлачећи из њих само листове којима је потребна исправка, да се пошаљу до штампача, где ће бити штампане, у најкраћем могућем року, без одлагања и спорости“. Држава је такође појачала контролу увоза литературе из иностранства; пре него што су публикације на страним језицима могле да се продају у Царству, морале су да се подвргну рецензији, у случају да помињу непожељне особе.
У исто време црква је појачала контролу над лубки сликама. Синод је захтевао контролу издавања свих молитвеника и сликања икона. У декрету од 10. маја 1744. стајало је: „у сеоским сељачким колибама иконе су поцрнеле и прљаве; лица на њима се често не виде; то може изазвати подсмех страних путника који улазе у колибу“. Нова правила су захтевала од свештеника да прате чистоћу икона и усмеравају сељаке у овој ствари. Истовремено, међутим, интелектуална активност је порасла: штампано је више књига, појавили су се нови научници, а Универзитет је основан као одвојен од Академије. Штампање је било потпуно концентрисано у рукама владе, али јасан сет закона о цензури још увек није постојао.

## Реформе Павла I
Цар Павле I наставио је рад Катарине, развијајући и подржавајући њене иницијативе цензуре; штавише, умногоме је проширио области које су биле под државном контролом. Организован је цензурни одбор, на чијем је челу био кнез Александар Куракин. Последњих година осамнаестог века, у Руском царству је заплењено 639 књига, већина њих — 552 тома — на царинарници у Риги. Цензурисани аутори су били Гете, Шилер, Кант, Свифт и многи други.

## 19. век
Године 1804. у Министарству просвете основан је Биро за цензуру. Поред цензуре одређеног материјала, Биро је ауторе пријавио „Одсеку три” – тајној полицији. Чолдин је анализирао рад Одбора за страну цензуру.

## Цензура током Првог светског рата
Године 1913, према Рајфману, наметнута су 372 таксе за штампу, вредности укупно 140 хиљада рубаља, 216 бројева је заплењено, 63 уредника су ухапшена, а 20 новина је затворено. „Пуна“ цензура је успостављена само на подручјима војних дејстава, а „делимична“ ван тих подручја. Власти су, међутим, имале прерогатив да одређују локације војних подручја.
Жирков, међутим, овај период назива „процватом руског новинарства“, које карактерише ширење дискусија о слободи говора и растуће незадовољство репресивним Министарством унутрашњих послова МУП-а међу издавачима и новинарима. 20. јула 1914. објављен је закон „Привремени прописи о војној цензури”. Председавајући Савета министара Горемикин је прокоментарисао: „Војна цензура, испитујући новински материјал који се припрема за објављивање, требало би да га оцени не само са уско војне тачке гледишта, већ и са становишта опште политике“.

## Успостављање совјетске цензуре
Након пада монархије и пропасти царства, институција цензуре је очувана, мада трансформисана. По речима Павела Рајфмана: „Совјетска цензура није настала ниоткуда. Био је наследник предреволуционарне руске цензуре, цензуре вековне аутократске Русије“. Привремена влада је 9. марта 1917. елиминисала главни центар царске цензуре — Главни комитет за питања штампе — и увела место комесара за питања штампе. Билтен Привремене владе објавио је 16. маја законску уредбу у којој се каже: „Штампа и промет штампаних дела су слободни. Није дозвољено примењивати административне казне према штампи“. У стварности, таква слобода никада није у потпуности постигнута. Пјотр Врангел је писао да су слободом која је дата левичарској пропаганди, десничарске новине биле затворене и заплењене. Након тога, као одговор на кризу Јулских дана, влада је министру рата дала право да затвори публикације које су позивале на војну побуну и непослушност на фронту, што је довело до репресије бољшевичких новина.